# Anastazy z Synaju
Anastazy z Synaju, również Anastazy Synaita lub Anastazy Synajski, cs. Prepodobnyj Anastasij, igumien Sinajskoj gory (ur. ok. 610 w Aleksandrii, zm. przed 700 na Górze Synaj) – egzegeta chrześcijański, jeden z ważniejszych wschodnich, greckojęzycznych pisarzy kościelnych VII wieku, kapłan, mnich, opat klasztoru św. Katarzyny na Synaju, czczony jako święty przez Kościół prawosławny jak i katolicki.
Nie należy mylić go z wcześniej żyjącym mnichem z klasztoru św. Katarzyny, późniejszym patriarchą Aleksandrii, Anastazym I (zm. 599).

## Spuścizna teologiczna
Podstawowe dzieła Anastazego to:
- Viae Dux (w obronie Chalcedońskiego Credo)
- Qaestiones et Responsiones
- Hexaemeron (PG 89,963)
- Homilia I, II, III de creatione hominis
- Narrationes

W Heksameronie przestrzega przed zbyt literalnym odczytaniem opisu z Księgi Rodzaju.
W ten błąd popadają wszyscy ci, którzy nie potrafią duchowo odczytać opowiadania o owocach i drzewach w raju. Podobnie jak Manichejczycy i Ofici, czczą oni węża jako dobroczyńcę, który dostarczył ludziom pożywienia, dzięki któremu otworzyły się im oczy. Dzięki wężowi doszło do pożycia małżeńskiego, a w konsekwencji także i świata. W tej logice również i Wcielenie Syna Bożego zawdzięczamy wężowi.
Jego wspomnienie liturgiczne w Kościele prawosławnym i greckokatolickim, z uwagi na liturgię według kalendarza juliańskiego, obchodzone jest 20 kwietnia/3 maja, tj. 3 maja według kalendarza gregoriańskiego.
Niektóre źródła podają dzień 21 kwietnia, jako dzień pamięci w Kościele katolickim prawdopodobnie za Baroniuszem.